# De wondersloffen van Sjakie
De Wondersloffen van Sjakie (Originele titel: Billy's Boots) is een Britse stripreeks oorspronkelijk getekend door John Gillat naar scenario van Fred Baker. Later (vanaf deel 25) werden de tekeningen door Mike Western verzorgd.
De strip verscheen in 1970 voor het eerst in het Engelse stripblad Scorcher. In Nederland verscheen de strip in het stripblad Sjors.

## Inhoud
Sjakie Meulemans is een jonge voetballer met een uiterst beperkte balvaardigheid, die bij zijn grootmoeder woont. Op een dag krijgt hij echter de oude voetbalschoenen van zijn idool Voltreffer Vick in handen. De voetbalschoenen blijken speciale krachten te bezitten en lijken een eigen leven te leiden.
Sjakie wordt dankzij deze wondersloffen een goede voetballer, de schoenen sturen hem namelijk altijd naar de juiste positie, laten hem de juiste schijnbewegingen en de prachtigste doelpunten maken, maar soms laten zelfs zijn wondersloffen het afweten waardoor Sjakie weer een matige voetballer wordt. Sjakie duikt dan in het verleden van zijn wondersloffen en leest, onder andere in oude kranten, voetbaltijdschriften en dagboeken, alles over de prestaties en tegenslagen van oud spelers die dezelfde voetbalschoenen hebben gedragen.
Ondanks het feit dat de voetbalschoenen voor Sjakie van levensbelang zijn, raakt hij ze met enigszins zorgwekkende regelmaat kwijt of worden zijn voetbalschoenen gestolen. Als er niet gevoetbald wordt speelt Sjakie cricket in het schoolteam. Gelukkig vindt Sjakie ook nog een paar van Voltreffer Vick's cricketschoenen. Deze schoenen hebben een vergelijkbaar positief resultaat op zijn cricketspel gedurende het cricketseizoen.

## Personages
Hieronder volgen een aantal van de belangrijkste personages.
- Sjakie Meulemans (Origineel: Billy Dane): Het titelpersonage en een jonge voetballer
- Rick Van Houten: In de eerste verhalen is hij de beste vriend van Sjakie. Later trekt Sjakie echter meer met Daan op. Hij is de keeper van het schoolelftal. Vanaf het album "De overlopers" komt hij opeens niet meer voor. De nieuwe keepers van de schoolploeg zijn Piet Blauw en Marco, die met wisselend succes het doel verdedigen.
- Daan de Wilde: Samen met Rick is hij Sjakies beste vriend. Hij speelt als aanvallende middenvelder die met het nummer 8 speelt.
- Ruben: Ruben is een zwarte jongen, die pas vanaf het derde album zijn intrede doet. Hij speelt altijd met nummer 10. Hij wordt ook gekenmerkt omdat hij enorm goed kan werpen bij het cricket. Net zoals Rick verdwijnt hij opeens in de latere albums.
- Voltreffer Vick (Origineel: Dead Shot Keen): Het idool van Sjakie en een vorige eigenaar van Sjakie's voetbalschoenen.

## Albums
1. Naar Engeland
2. De voetbalkwis
3. Strijd om de cup
4. De laatste speler
5. Ruben's Rovers
6. De X-boys
7. Halve finale
8. De Bolle
9. Kop op, Sjakie!
10. Mooie bal, Sjakie
11. Geef 'm een loei!
12. De comeback
13. In de finale!
14. Sjakie zet door
15. Sjakie in moeilijkheden
16. De ommekeer
17. Kopzorgen!
18. Het laatste doelpunt
19. Sjakie gaat door!
20. De plaaggeest
21. Afpersing
22. Overlopers
23. Nieuwe kansen
24. Blessuretijd
25. De Supercup
26. In de aanval
27. Wereldkampioen
28. Voetbalkoorts
29. Buitenspel!
30. Gevaarlijk spel
31. Golden goal
32. De mascotte
33. De overwinning